# Christum wir sollen loben schon, BWV 121
Christum wir sollen loben schon, BWV 121 (Cal que lloem Jesucrist), és una cantata religiosa de Johann Sebastian Bach per al dia de Sant Esteve, estrenada a Leipzig, el 26 de desembre de 1724.

## Origen i context
Aquesta cantata coral d'autor desconegut està basada en la versió alemanya de Luter, de l'himne A solis ortus cardine, conegut des dels primers segles del cristianisme (ca. 430), inclòs en Erfurter Enchiridion una de les primeres col·leccions de cants de la Reforma luterana. Els cors dels números inicial i final corresponen a la primera i a l'última estrofa de l'himne, i els altres números de la cantata, dos recitatius i dues àries, són adaptacions lliures de les altres sis estrofes. Si bé el segon dia de Nadal és el dia de Sant Esteve, el primer màrtir del cristianisme, el text no hi fa cap al·lusió, i parla de la festivitat de Nadal, d'acord amb l'himne que anuncia la vinguda de Jesús i destaca la puresa de Maria; no té, tampoc, cap relació amb les lectures del dia. Per al segon dia de Nadal, es conserven les cantates BWV 40, BWV 57 i la segona de l'Oratori de Nadal (BWV 248).

## Anàlisi
Obra escrita per a soprano, contralt, tenor, baix i cor; cornetto, tres trombons, oboè d'amor, corda i baix continu. Consta de sis números.
1. Cor: Christum wir sollen loben schon (Cal que lloem Jesucrist)
2. Ària (tenor): O du von Gott erhöhte Kreatur” (Oh tu, criatura enaltida de Déu,)
3. Recitatiu (contralt): Der Gnade unermesslich's Wesen (L'Ésser de la infinita Gràcia)
4. Ària (baix): Johannis freudenvolles Springen (Quan Joan saltà joiós)
5. Recitatiu (soprano): Doch wie erblickt es dich in deiner Krippe? (Doncs, què hi trobo en el teu Pessebre?)
6. Coral:  Lob, Ehr und Dank sei dir gesagt (Lloança, gratitud i honor et sien donats)

El cor inicial és un motet a cappella sobre la melodia del coral d'estil arcaïtzant en què el soprano fa el cantus firmus doblat pel cornetto, mentre que les altres veus venen reforçades pels trombons. Amb l'ària de tenor del número 2, comença la part moderna de la cantata, la veu va acompanyada de l'oboè d'amor que té un paper concertant remarcable. Dos recitatius emmarquen l'ària de baix, el del número 3, un recitatiu secco de contralt, presenta un enllaç harmònic interessant amb l'ària següent, sobre Was wunder (un prodigi), quan parla del prodigiós naixement de Jesús. El número 4 és un concertant a quatre veus de la corda i continu amb la veu de baix, d'una durada notable, més de vuit minuts, el text del qual al·ludeix a l'evangeli segons Lluc (1, 39-56) que explica com Elisabet sent saltar d'alegria en el seu si al seu fill Joan, en rebre la visita de la seva cosina Maria, i les paraules freudensvolles Springen (salta joiós) són destacades amb una vocalització de cinc compassos i mig. El recitatiu secco del soprano, on hi destaca un gest onomatopeic sobre jauchzend (càntic joiós) porta al coral a cappella final on les veus són duplicades pel instruments de la mateixa tessitura. Té una durada aproximada d'uns vint minuts.

## Discografia seleccionada
- J.S. Bach: Das Kantatenwerk. Sacred Cantatas Vol. 7. Nikolaus Harnoncourt, Tölzer Knabenchor (Gerard Schmidt-Gaden, director), Concentus Musicus Wien, Markus Huber (solista del cor), Paul Esswood, Kurt Equiluz, Philippe Huttenlocher. (Teldec), 1994.
- J.S. Bach: The complete live recordings from the Bach Cantata Pilgrimage. CD 54: St Bartholomew’s, Nova York; 25 de desembre de 2000. John Eliot Gardiner, Monteverdi Choir, English Baroque Soloists, Katharine Fuge, William Towers, James Gilchrist, Peter Harvey. (Soli Deo Gloria), 2013.
- J.S. Bach: Complete Cantatas Vol. 12. Ton Koopman, Amsterdam Baroque Orchestra & Choir, Lisa Larsson, Annette Markert, Christoph Prégardien, Klaus Mertens. (Challenge Classics), 2005.
- J.S. Bach: Cantatas Vol. 31. Masaaki Suzuki, Bach Collegium Japan, Yukari Nonoshita, Robin Blaze, Peter Türk, Peter Kooij. (BIS), 2006.
- J.S. Bach: Church Cantatas Vol. 38. Helmuth Rilling, Gächinger Kantorei, Bach-Collegium Stuttgart, Arleen Auger, Doris Soffel, Adalbert Kraus, Wolfgang Schöne. (Hänssler), 1999.
- J.S. Bach: Advent & Christmas Cantatas. Philippe Herreweghe, Collegium Vocale Gent, Dorothee Blotzky-Mields, Ingeborg Danz, Mark Padmore, Peter Kooij. (Harmonia Mundi), 2010.